# Road to Catharsis Tour 2018
『Road to Catharsis Tour 2018』（ロード トゥ カタルシス ツアー 2018）は、2018年12月12日にEMI RecordsよりDVD及びBlu-ray Discで発売された、RADWIMPSのライブビデオである。

## 概要
RADWIMPSは2018年6月6日にリリースしたシングル『カタルシスト』を提げ、ツアー『Road to Catharsis Tour 2018』を同年6月1日の三重県営サンアリーナ公演を皮切りに、6月26日・6月27日の神戸ワールド記念ホール公演まで6会場11公演の日程で開催した。本作は6月20日の横浜アリーナ公演の模様を収録したもので、スタジオアルバム『ANTI ANTI GENERATION』と同時発売される。
なお、バンドとして縁のある横浜アリーナでの公演が映像作品化されるのは初めてのことである。
リリースに先駆け、2018年11月19日にYouTubeにて本作のトレーラー映像が公開された。

## 収録曲
| #   | タイトル                 | 作詞 | 作曲・編曲 |
| --- | ------------------------ | ---- | ---------- |
| 1.  | 「AADAAKOODAA」          |      |            |
| 2.  | 「One man live」         |      |            |
| 3.  | 「ます。」               |      |            |
| 4.  | 「ふたりごと」           |      |            |
| 5.  | 「遠恋」                 |      |            |
| 6.  | 「俺色スカイ」           |      |            |
| 7.  | 「やどかり」             |      |            |
| 8.  | 「揶揄」                 |      |            |
| 9.  | 「秋祭り」               |      |            |
| 10. | 「スパークル」           |      |            |
| 11. | 「おしゃかしゃま」       |      |            |
| 12. | 「カタルシスト」         |      |            |
| 13. | 「洗脳」                 |      |            |
| 14. | 「週刊少年ジャンプ」     |      |            |
| 15. | 「HINOMARU」             |      |            |
| 16. | 「トレモロ」             |      |            |
| 17. | 「いいんですか?」        |      |            |
| 18. | 「君と羊と青」           |      |            |
| 19. | 「棒人間（アンコール）」 |      |            |
| 20. | 「DADA（アンコール）」   |      |            |